# Lugojel, Timiș
Lugojel este un sat în comuna Gavojdia din județul Timiș, Banat, România.

## Istorie

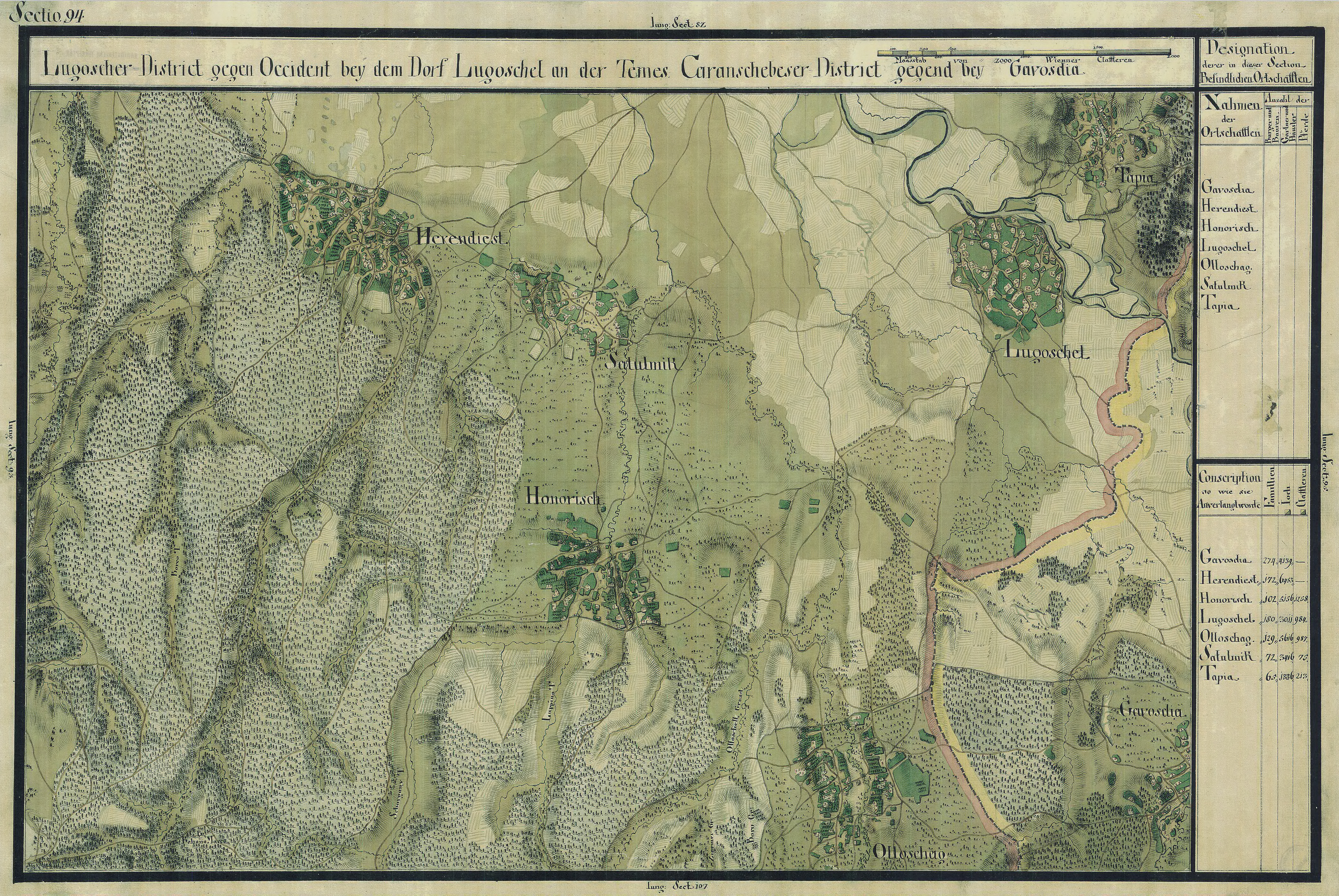
Lugojel în Harta Iosefină a Banatului, 1769-72

Lugojelul a fost dintotdeauna un sat românesc. Primele date asupra lui provin din epoca stăpânirii turcești a Banatului. El datează din jurul anului 1600. Numele de esență românească s-a păstrat de-a lungul timpului. A făcut parte din districtul Lugojului și de  județul Severin. 
Satul a aparținut lui Petru Macskásy, care, în urma păcii de la Karlovitz de la 1701, a fost nevoit să-l preea turcilor. După ce Banatul a fost recucerite de austrieci în 1717, conscripția din același an îl amintea ca sat cu 62 de case, în districtul Caransebeșului.
În perioada stăpânirii maghiare a fost numit de către maghiari Lugoshely. În deceniul 8 al secolului XIX, asupra satului se abate o epidemie de holeră, care decimează populația. În 1921 s-a trecut la grafia românească de Lugojel.